# Adrian Parker
Adrian Parker (n. 2 martie 1951, Greater London, Anglia, Regatul Unit) este un sportiv ce a reprezentat Regatul Unit al Marii Britanii și al Irlandei de Nord, medaliat olimpic. A participat la o ediție a Jocurilor Olimpice (1976) în care a câștigat o medalie de aur.

## Participări
Lista de mai jos prezintă principalele competiții la care a participat Adrian Parker de-a lungul carierei.
- modern pentathlon at the 1976 Summer Olympics[*]